# HERA (прискорювач)
HERA (нім. Hadron-Elektron-Ringanlage або англ. Hadron-Electron Ring Accelerator) — в наш час демонтований прискорювач в DESY у місті Гамбург. Його робота почалась у 1992 році. Кільцевий тунель HERA знаходиться під землею на глибині 15-30 метрів і має довжину 6,3 км. На HERA проводились зіткнення електронів або позитронів з протонами з енергією у центрі мас 318 ГеВ. В роки роботи він був єдиним лептон-протонним колайдером.
HERA був закритий 30 червня 2007 року. і його компоненти були вилучені з тунелю. Попередній прискорювач PETRA, з якого інжектувались електрони в HERA, зараз перебудований на джерело синхротронного випромінювання.